# آتونه (قمر)

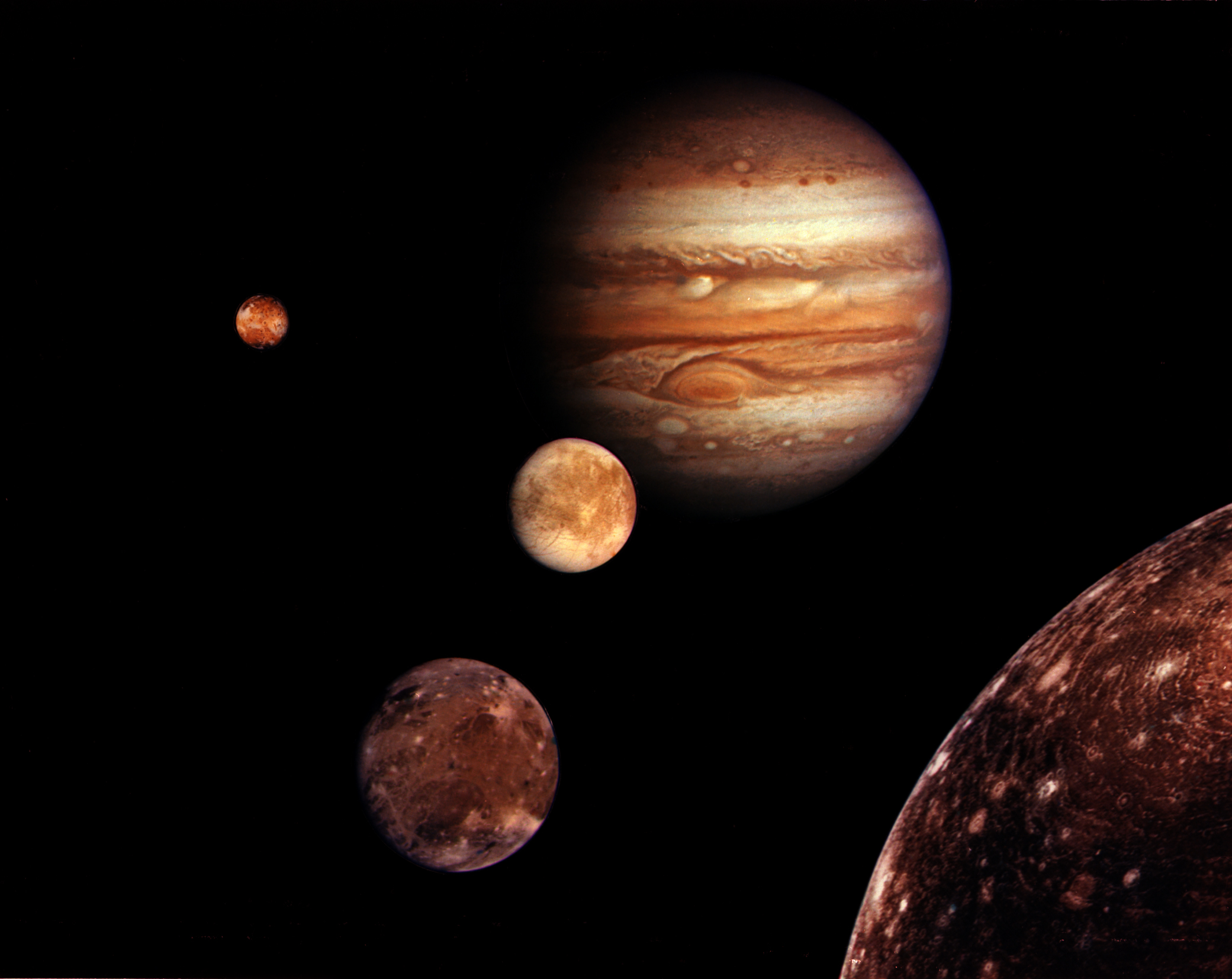
اقمار مشتری مونتاژ مشتری و ماهواره های گالیله آیو اروپا گانمید و کالیستو. عکس برداری همه انها توسط وویجر ۱ صورت گرفته است.

آتونه ((به انگلیسی: Autonoe)، (یونانی: Αυτονόη) که با نام ژوپیتر XXVIII هم خوانده می‌شود، از قمرهای سیاره مشتری است. این قمر در سال۲۰۰۱ توسط تیمی از ستاره شناسان دانشگاه هاوایی به رهبری اسکات اس.شپرد و همکاران کشف شد؛ و با نام موقت اس/۲۰۰۱جی ۱ نامگذاری شد.
آتونه حدود۴ کیلومتر قطر دارد. متوسط مدارش ۲۴٬۲۶۴ مگامتر است و دوره آن ۷۷۲٫۱۶۸ روز بوده و انحراف آن ۱۵۱ درجه نسبت به دائرةالبروج و (۱۵۰ درجه نسبت به استوای مشتری) است. حرکت این قمر رجوعی و خروج از مرکز مدار آن ۰٫۳۶۹ است.
این قمر به گروه پاسیفه تعلق دارد که قمرهای نامنظمی دارد که با حرکت مخالف گرد و فاصله بین ۲۲٫۸ و ۲۴٫۱ گیگا متر وانحراف ۱۴۴٫۵° و ۱۵۸٫۳ درجه بدور مشتری می‌چرخند.
در ماه اوت ۲۰۰۳ به نام آتونه، چهرهٔ افسانه‌ای یونانی، فاتح
زئوس (ژوپیتر) و براساس گفته بعضی از نویسندگانمادر خاریتسها نامگذاری شد.